# Ольвіопольський повіт
Ольвіопольський повіт (у 1776–1781 — Катерининський повіт, у 1784–1797 — Новомиргородський повіт) — адміністративно-територіальна одиниця Російської імперії в складі Новоросійської губернії, Катеринославського та Вознесенського намісництв, Миколаївської та Херсонської губерній. Створений у 1776 році, ліквідований у 1828 році. Центр повіту — місто Ольвіополь.

## Історія
1776 року у складі Єлисаветградської провінції Новоросійської губернії створений Катерининський повіт, до якого увійшли більша частина Молдавського гусарського полку і біля половини шанців Чорного гусарського полку. За наказом від 25 червня 1781 року, Катерининський шанець (Катериненшанц) перейменований у місто Ольвіополь, повіт — на Ольвіопольський повіт.
- 1782 року провінціальний поділ був скасований.
- У 1784—1795 у складі Катеринославського намісництва, центр повіту був у Новомиргороді до планованого переносу його у Ольвіополь, тому 1784 року повіт перейменовано на Новомиргородський повіт.
- У 1795—1796 у складі Вознесенського намісництва.
- У 1796—1802 у складі Новоросійської губернії з повітовими установами у місті Вознесенськ до їх переносу у Ольвіополь. З 29.08.1797 назва Ольвіопольський повіт.